# Caretaker
Caretaker var premiäravsnittet i TV-serien Star Trek: Voyager. Den visades första gången på amerikansk TV den 16 januari, 1995 och var precis som de föregående seriernas The Next Generation och Deep Space Nine öppningsavsnitt, ett tvåtimmar långt avsnitt för att ge en detaljerad start på serien. Efter premiären så har dock avsnitten delats upp i två normallånga avsnitt för repriser vid senare tillfällen.